# Файнштейн, Софья Исааковна
Софья Исааковна Файнштейн (28 февраля 1924 — 25 мая 2012) — советский и российский криминалист, полковник милиции. Участник Великой Отечественной войны.

## Биография
Родилась 28 февраля 1924 года. После окончания школы в 1941 году вступила добровольцем в Красную армию. Получила звание старшего лейтенанта, участвовала во многих боях. Была удостоена ряда наград. В 1945 году вернулась в Москву и поступила на курсы криминалистов при Минюсте РСФСР. Окончив учёбу, была направлена в Хабаровский край на должность криминалиста — научного сотрудника. Также преподавала этот предмет в Хабаровской школе милиции. В течение 20 лет работала в МУРе на должности эксперта-криминалиста. По выходе на пенсию работала в Центральном музее МВД России.
Была награждена орденом Красной Звезды, медалями «За боевые заслуги», «За отвагу», «За оборону Ленинграда», «За освобождение Варшавы», «За взятие Берлина», «За победу над Германией».
Полковник милиции в отставке. Софья Файнштейн была одним из главных следователей по делу т. н. «Мосгаза», серийного убийцы Владимира Ионесяна, который считается первым в истории СССР серийным убийцей. Благодаря Файнштейн был создан его фоторобот, а вскоре он был пойман.
Софья Исааковна Файнштейн скончалась 25 мая 2012 года в Москве.

### В массовой культуре
Софья Файнштейн подробно рассказывает о поисках и поимке Ионесяна в документальном телесериале «Следствие вели» (эпизод «Откройте, Мосгаз!»).
В документальном фильме «Звонят, закройте дверь» (производство Первый канал, вышел в эфир 2 ноября 2013 года) использованы отрывки из интервью Софьи Файнштейн данные в программе «Следствие вели».
В телесериале «Мосгаз» среди героев — младший лейтенант милиции Соня Тимофеева, имеющая определённые сходства с Файнштейн.